# Chunghwa Telecom

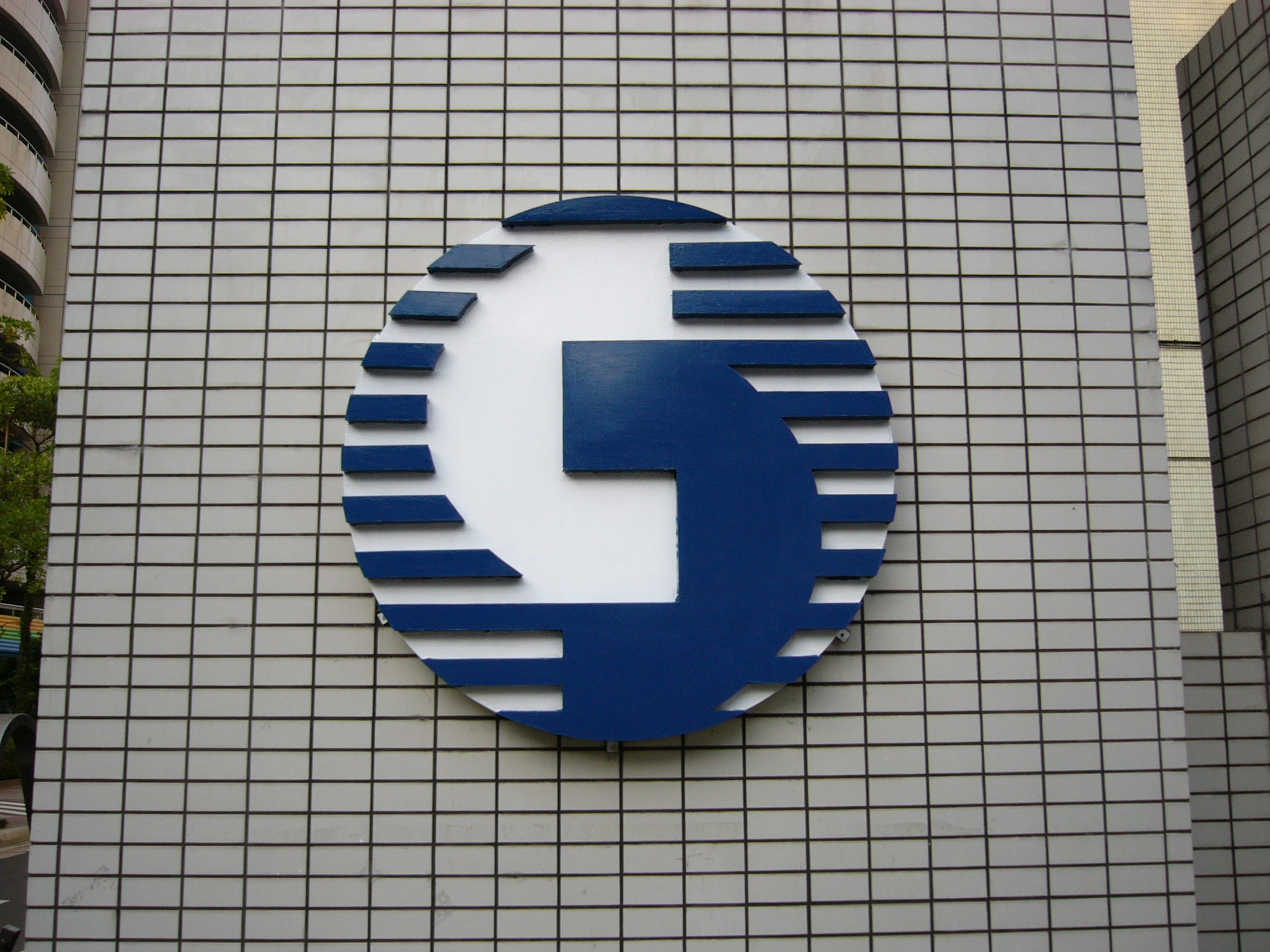
Le logo de Chunghwa Telecom sur leur quartier général.

Chunghwa Telecom (CHT) est un opérateur mobile de Taïwan. Opérateur historique, Chunghwa Telecom devient société de droit privé en 1996 et entre en bourse en 2000. L'entreprise est également présente en Chine, aux États-Unis, à Hong Kong, au Japon et aux Philippines.

## Histoire
CHT a longtemps été une administration publique. Elle devient une entreprise de droit privé le 1er juillet 1996, détenue par l'État. 
La privatisation de CHT commence en octobre 2000 avec l'introduction du titre à la bourse de Taïwan. En août 2005, le gouvernement vend 17 % de ses parts dans la société à des investisseurs locaux (3 %) et étrangers (14 %), ramenant sa participation à 48 %. 
CHT a lancé sa propre offre internet sans fil disponible à partir de ses 1.000 hot-spots à travers Taïwan[Quand ?]. En 2007, le ministère de l’Économie attribue des licences WiMax à plusieurs opérateurs mais pas à CHT qui tente alors de prendre une participation plus importante dans Globile Mobile Corp (qui possède une licence dans le nord de Taïwan), tentative est bloquée début 2008 par le régulateur. 
CHT lance le 30 juin 2020 les premiers services de 5G, avec entre autres des innovations comme les offres de Cloud Gaming en illimité et en rendu 4K développées par la start up française Gamestream. 

## Description
CHT est un opérateur historique. Il fournit des services de télécommunications: téléphonie fixe (appels locaux et longue distance), services mobiles, services d'annuaire, services de transmissions de données, accès à l'internet (via sa filiale HiNet), centre d'appels, réseaux privés virtuels internationaux, liaisons spécialisées et capacité de transmission louée.
Le gouvernement est toujours le principal actionnaire de CHT avec 34 % des parts.
CHT revendique plus de 20 millions d'abonnés[réf. nécessaire]. Malgré l'ouverture à la concurrence, CHT est parvenu jusqu'ici à contrôler effectivement le marché du fixe (environ 98 %)[réf. nécessaire].

## Principaux actionnaires
Au 13 janvier 2020:
| Gouvernement                                     | 37,1% |
| Shin Kong Life Insurance                         | 7,01% |
| Fubon Life Insurance                             | 2,48% |
| BNY Mellon Investment Adviser                    | 1,61% |
| BlackRock Fund Advisors                          | 1,48% |
| Capital Research & Management (Global Investors) | 1,42% |
| The Vanguard Group                               | 1,24% |
| Norges Bank Investment Management                | 0,91% |
| Templeton Asset Management                       | 0,60% |
| Yuanta Securities Investment Trust               | 0,54% |